# Carlo Ruini

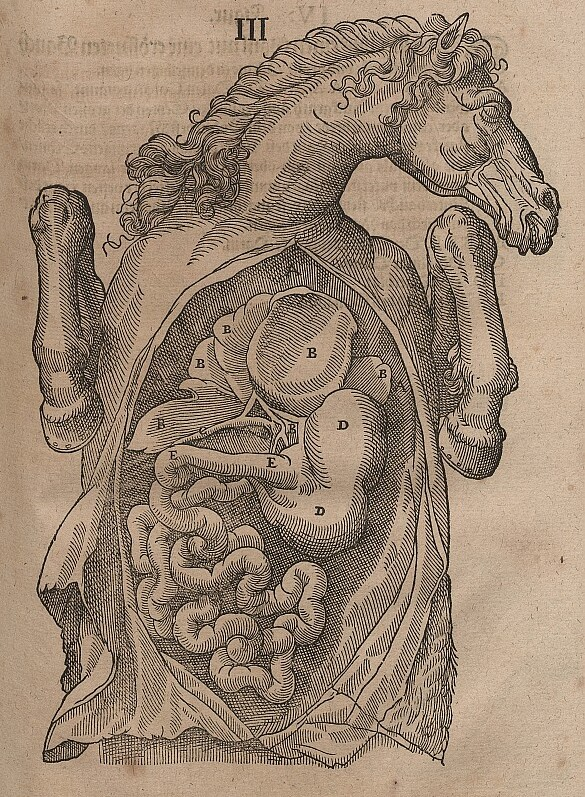
Uno de los grabados de Anatomia del cavallo

Carlo Ruini (Bolonia, c. 1530-Bolonia, 1598) fue un anatomista italiano autor de un tratado sobre el caballo.

## Biografía
Nacido en una familia noble de Bolonia entre 1530 y 1533, ejerció los cargos de senador y confaloniero de justicia de dicha ciudad. A pesar de ser conocido en la actualidad por su trabajo anatómico, no consta que hubiera sido educado en medicina ni en la universidad. Su obra, Dell’Anotomia et dell’infirmità del cavallo (1598), fue editada en Bolonia pocos días antes de ser envenenado junto a su esposa, Vittoria Pepoli, el 2 de febrero de 1598.
Considerado el primer trabajo que trata exclusivamente la morfología de un animal no humano, contiene 64 láminas. La segunda parte, dedicada a las enfermedades equinas, consiste en una refundición del trabajo del veterinario del siglo xiii Giordano Ruffo. Se realizaron muchas ediciones y traducciones, además de haber sido plagiada, ampliada y refinada por otros autores en las décadas posteriores.